# Trebinjë
Trebinjë é uma comuna (em albanês:  komuna) da Albânia localizada no distrito de Pogradec, prefeitura de Korçë.